# Войнаровская, Эвелина
Эвели́на Войнаро́вская (пол. Ewelina Wojnarowska; 13 декабря 1986, Познань) — польская гребчиха-байдарочница, выступает за сборную Польши с 2007 года. Чемпионка Европы и мира, дважды бронзовый призёр Европейских игр в Баку, обладательница бронзовой медали летней Универсиады в Казани, победительница многих регат национального и международного значения.

## Биография
Эвелина Войнаровская родилась 13 декабря 1986 года в городе Познань Великопольского воеводства.
Первого серьёзного успеха на взрослом международном уровне добилась в 2007 году, когда попала в основной состав польской национальной сборной и побывала на чемпионате Европы в испанской Понтеведре, откуда привезла награды серебряного и бронзового достоинства, выигранные в зачёте двухместных байдарок на дистанции 1000 метров и в зачёте четырёхместных байдарок на дистанции 500 метров соответственно. Кроме того, в этом сезоне того же результата добилась на чемпионате мира в немецком Дуйсбурге, где тоже стала серебряной призёршей в двойках на тысяче метрах и бронзовой призёршей в четвёрках на пятистах метрах. Год спустя выиграла серебряную медаль на европейском первенстве в Милане, заняв второе место в километровой гонке байдарок-четвёрок. Ещё через год на аналогичных соревнованиях в немецком Бранденбурге взяла бронзу в полукилометровом заезде четвёрок.
В 2010 году Войнаровская добавила в послужной список бронзовую награду, выигранную в двойках на пятистах метрах на чемпионате Европы в испанской Корвере, и бронзовую награду, полученную в двойках на двухстах метрах на домашнем чемпионате мира в Познани. В следующем сезоне отметилась третьим местом в одиночной полукилометровой дисциплине на европейском первенстве в Белграде, тогда как на мировом первенстве в Сегеде выиграла бронзу в программе эстафеты 4 × 200 м. На чемпионате мира 2013 года в Дуйсбурге вновь успешно выступила в эстафете, став на сей раз серебряной призёршей. Также, будучи студенткой, отправилась представлять страну на летней Универсиаде в Казани, где завоевала бронзу в четвёрках на пятистах метрах.
На чемпионате Европы 2014 года в Бранденбурге была второй в полукилометровом зачёте четырёхместных экипажей, в то время как на чемпионате мира в Москве обошла всех своих соперниц в эстафете и завоевала тем самым медаль золотого достоинства. Благодаря череде удачных выступлений удостоилась права защищать честь страны на Европейских играх в Баку — в итоге получила здесь две бронзовые награды, в одиночках и четвёрках на пятистах метрах. Помимо этого, в сезоне 2015 года одержала победу на европейском первенстве в чешском Рачице, став лучшей в одиночной пятисотметровой дисциплине.